# Barbara Belvisi
Barbara Belvisi, née le 16 mars 1985 à Paris, est une entrepreneuse et dirigeante française d'entreprise du domaine spatial. Elle a créé la start-up Interstellar Lab qui développe des systèmes biosphériques intelligents pour cultiver la vie de manière autonome sur Terre et dans l'espace.

## Biographie
Barbara Belvisi a grandi à Champigny-sur-Marne, dans le Val-de-Marne et a gardé un lien fort avec la Pologne dont sa famille est originaire.Elle a suivi ses études secondaires au lycée Marcelin-Berthelot de Saint-Maur-des-Fossés, puis elle a intégré l'école de commerce EM Lyon Business School.
Depuis l'enfance, elle est passionnée de science-fiction. Elle se dit particulièrement influencée par l'oeuvre de Ray Bradbury et par Isaac Asimov. La motivation de son engagement dans le spatial est l'expansion des humains au-delà de la Terre. Elle espère également que permettront de trouver des solutions pour la durabilité environnementale sur Terre.

## Parcours
Le parcours de Barbara Belvisi commence dans la finance et le capital-risque. Elle se tourne ensuite vers l'innovation en hardware avant de créer la start-up Interstellar Lab. 
Elle commence sa carrière dans la finance à 22 ans en officiant pour la holding de Casino et Monoprix à la gestion de portefeuilles.  
Elle crée son fonds de capital-risque à 26 ans, devenant ainsi la plus jeune femme fondatrice d'une telle structure. 
Elle lance le Hardware Club, une communauté sélective qui rassemble les plus grandes entreprises du domaine du hardware. 
Elle contribue à l’envol de Hello Tomorrow, le plus grand événement deeptech d'Europe, et de l'incubateur The Family.  

## Financement
La start-up Interstellar Lab a eu très tôt des contrats avec la NASA et l'agence spatiale française CNES qui lui ont permis de faire une première levée de fonds, en 2022, de 5 millions de dollars auprès d'investisseurs tels que Urania Ventures, Auxxo, 7percent Ventures, Seldor Capital, E2MC, Kima Ventures et Bpifrance.  
A l'amorçage, la société avait été principalement financée par Belvisi et les investisseurs providentiels Bruno Maisonnier, Charles-Édouard Bouée, Xavier Gury, Adeo Ressi et Thibaud_Elzière. 

## Projet Ebios
La start-up Interstellar porte le projet Ebios, Experimental BIOregenerative Station, un habitat bio-régénératif, autonome en énergie comme en nourriture, sous forme de BioPod.
Barbara Belvisi décrit le BioPod comme « un appareil autonome, comme un ordinateur ou une voiture. Le BioPod peut, de lui-même, savoir quoi activer. Il crée en quelque sorte une serre qui est presque un animal vivant. Son intelligence n'a pas besoin d'intervention humaine pour réguler le climat. À l'intérieur du BioPod, il y a plusieurs microcontrôleurs et capteurs, ce qui lui permet de savoir quand la température est trop élevée. Il dispose d'algorithmes d'apprentissage, ce qui lui permet également d'apprendre de manière autonome ».
En avril 2025, un contrat est signé avec Vast pour envoyer, en 2026, une unité dans sa station spatiale Haven-1.

## Prix et distinctions
Barbara Belvisi a été reconnue comme l'une des 10 femmes les plus influentes dans le domaine des technologies en France, membre du Top 100 Forbes en Europe et Meilleure innovatrice 2022. 
Elle fait également partie du Choiseul 100 en France, a reçu le Prix Janus 2023 et le BOLD Award 2023.